# Myzostoma giganteum
Myzostoma giganteum is een ringworm uit de familie Myzostomatidae.
Myzostoma giganteum werd in 1885 voor het eerst wetenschappelijk beschreven door Nansen.